# كيفن لوك (عازف فلوت)
كيفن لوك (بالإنجليزية: Kevin Locke) هو عازف فلوت ‏ أمريكي، ولد في 1954 في كاليفورنيا في الولايات المتحدة.

## وصلات خارجية
- الموقع الرسمي
- كيفن لوك على موقع IMDb (الإنجليزية)
- كيفن لوك على موقع ميوزك برينز (الإنجليزية)
- كيفن لوك على موقع أول ميوزيك (الإنجليزية)
- كيفن لوك على موقع ديسكوغز (الإنجليزية)